# Die Form
Die Form is een Franse post-industrial- en electronicband opgericht in 1977-78.

## Geschiedenis
Die Form is het primaire project van de Franse elektronicamuzikant en multimedia-artiest Phillipe Fichot. Hij begon eind jaren 70 met het opnemen van een paar experimentele muziekcassettes. Zijn eerste grammofoonplaat verscheen in 1982. Terwijl zijn stijl zich nog aan het ontwikkelen was, was het onderliggende concept helder: een combinatie van etherische elektronische muziek met als onderliggend thema erotiek, dood en andere taboes, die zowel tot uiting komen in de muziek als in het hoesontwerp van de albums, die ook door Fichot werden geproduceerd.

## Discografie

### Albums
- 1982: Die Puppe (lp en cassette, cd verschenen in 1986, geremasterde versie verschenen in 2001 als Die Puppe II)
- 1983: Some Experiences with Shock (lp en cassette, cd verschenen in 1986, geremasterde cd verschenen in 2001)
- 1987: Poupée Mécanique (lp en cd, geremasterde cd verschenen in 2001)
- 1988: Photogrammes (lp en cd, geremasterde cd-versie verschenen in 2001)
- 1990: Corpus Delicti (lp, cd en cassette, geremasterde cd verschenen in 2001 als Corpus Delicti 2)
- 1991: Ad Infinitum (lp en cd, geremasterde cd verschenen in 2002)
- 1992: Confessions (lp, cd en cassette, geremasterde cd verschenen in 2001)
- 1994: Suspiria de Profundis (cd, geremasterde cd verschenen in 2002)
- 1995: L'âme électrique (cd, geremasterde cd verschenen in 2002)
- 1997: Duality (cd)
- 2000: Extremum/XX (cd en lp)
- 2004: InHuman (cd en lp)
- 2006: ExHuman (cd)
- 2008: Bach Project (cd)
- 2009: Noir Magnétique (cd)
- 2011: Sombre Printemps 1+2 (dubbel-cd)
- 2014: Rayon X (lp, cd en dubbel-cd)
- 2015: DIE FORM ÷ FINE AUTOMATIC Vol. I + Vol. II (dubbel-lp)
- 2015: DIE FORM ÷ MUSIQUE CONCRÈTE "Cinema Obscura" (cd)
- 2017: Baroque Equinox
- 2021: Mental Camera

### Compilaties
- 1988: Archives & Doküments (cd en lp, heruitgebracht in 1991 als Archives & Documents II en in 2001 als de geremasterde versie Archives & Documents III)
- 1995: Museum of Ecstasy (dubbel-cd, verwacht rond 1995 maar nooit uitgebracht)
- 1996: Vicious Circles: The Best Of (cd)
- 1998: Histories
- 2001: AKT - Sideprojects & Experimental Collection
- 2008: Best of XXX (driedubbel-cd)
- 2010: Chronology: The Bain Total Years 77-85

### Singles en ep's
- 1978: Zoophilic Lolita / Tanz (7"-splitsingle met Eva-Johanna Reichstag, Bain Total)
- 1981: Situation Base / Gestual Equivoque (7"-split met Metabolist, Bain Total)
- 1984: Autolyse / Masochist (split-ep met Portion Control en Rinf, Free 1984 Sect. One, Lacerba)
- 1984: Heart of the Monster (7"-single, Front de l'Est)
- 1986: Slow Love (12", Attitudes)
- 1988: Face to Face, Vol. 1 (split-lp met Asmus Tietchens)
- 1988: Poupée Mécanique / Sadia (7"-single, New Rose)
- 1989: Présence (7"-single, Normal)
- 1989: Teufel im Leibe (7"-single, New Life)
- 1990: Savage Logic (12" en maxisingle, Parade Amoureuse)
- 1992: Imagine / Impudicus Rex (7"-single, Scharlach)
- 1993: Tears of Eros (maxisingle, Hyperium)
- 1994: Silent Order / Re-Versions (maxisingle, Hyperium)
- 1994: Rose au Coeur Violet (maxisingle, Hyperium)
- 1996: Phenomena of Visitation (maxisingle, Hyperium)
- 1998: The Hidden Cage / Spiral (12" en maxisingle, Trisol)
- 1998: Automatic Love (7"-split met The Nuns, Musical Tragedies)
- 1999: Rain of Blood (maxisingle, Trisol)
- 2000: Deep Inside (12" en maxisingle, Trisol)
- 2003: Zoopsia (12" en maxisingle, Trisol)
- 2008: Her[t]z Frequenz (maxisingle, Out of Line)
- 2014: Schaulust (maxisingle, Out of Line)
- 2017: Psychic Poison (maxisingle, Trisol)